# Acrotritia ornata
Acrotritia ornata är en kvalsterart som först beskrevs av Wojciech Niedbała 2002.  Acrotritia ornata ingår i släktet Acrotritia och familjen Euphthiracaridae. Inga underarter finns listade i Catalogue of Life.